# Sayragul Sauytbay
Sayragul Sauytbay albo Sairagul Sauytbai (kaz. Сайрагүл Сауытбай; ur. 1977 w Ili) – chińsko-kazachska nauczycielka i sygnalistka. W 2018 roku uciekła z Chińskiej Republiki Ludowej do Kazachstanu, gdzie opowiedziała władzom i mediom o obozach reedukacyjnych w Sinciangu, w których przebywała przez kilka miesięcy. Stała się jedną z pierwszych osób, które publicznie mówiły o chińskiej kampanii represyjnej przeciwko muzułmańskim mniejszościom narodowym. W 2019 roku wyemigrowała do Szwecji, która zaoferowała jej azyl polityczny po tym, jak Kazachstan jej takiego azylu odmówił.
Niemieckojęzyczna książka Die Kronzeugin, w której Sautbay opisuje swoje doświadczenia z obozów, ukazała się w Niemczech połowie 2020 roku. Angielskie tłumaczenie książki zostało opublikowane rok później pod tytułem The Chief Witness: Escape from China's Modern-day Concentration Camps.

## Biografia
Sayragul urodziła się w 1977 roku w Kazachskiej Prefekturze Autonomicznej Ili w Sinciangu w Chińskiej Republice Ludowej. Po ukończeniu uniwersytetu w Chińskiej Republice Ludowej pracowała jako nauczycielka w przedszkolu. Wyszła za mąż za Ualiego Islama, z którym ma dwoje dzieci. W 2016 roku wraz z rodziną próbowała wyemigrować do Kazachstanu, ale władze chińskie nie wyraziły na to zgody. Później została przeniesiona z nauczania w przedszkolu do nowej pracy w obozie reedukacyjnym dla mniejszości kazachskiej, gdzie pracowała jako nauczycielka języka chińskiego w okresie od listopada 2017 roku do marca 2018 roku. W tym czasie była świadkiem licznych przypadków nadużyć wobec zatrzymanych, w tym zgwałceń. Sama też była poddawana torturom.
Wcześniej jednak jej mąż wraz z dziećmi wyemigrował do Kazachstanu. Choć władze chińskie zwolniły ją z obozu z marcu 2018 roku, jej paszport został jednak skonfiskowany. Władze zażądały od niej, by przekonała swego męża z dziećmi do powrotu do Chińskiej Republiki Ludowej, informując ją, że w przeciwnym przypadku nigdy nie będzie mogła opuścić kraju, a jej samej grozi internowanie w obozach przez kilka lat m.in. pod zarzutem szpiegostwa na rzecz Kazachstanu. W marcu 2018 roku, aby uniknąć powrotu do obozu, Sauytbay zdecydowała się na ucieczkę do Kazachstanu.
Przekroczyła granicę chińsko-kazachstańską 5 kwietnia 2018 roku, po czym 21 maja została aresztowana przez władze kazachskie za nielegalne przekroczenie granicy. Podczas procesu ujawniła wiele informacji o maltretowaniu więźniów w obozie, które przyciągnęły uwagę międzynarodowej opinii publicznej. Jej prawnik argumentował, że gdyby została ekstradowana do Chińskiej Republiki Ludowej, groziłaby jej kara śmierci za publiczne ujawnienie informacji o obozach reedukacyjnych. Niektórzy aktywiści kazachscy opisali ją jako bohaterkę, która ujawniła losy szykanowanej mniejszości kazachskiej w Chińskiej Republice Ludowej, co postawiło rząd Kazachstanu w trudnej sytuacji jako z jednej strony poddany presji przez swego chińskiego sąsiada, a z drugiej presji międzynarodowej i wewnętrznej opinii publicznej sympatyzującej z Sayragul. Sayragul złożyła wniosek o azyl w Kazachstanie, aby uniknąć deportacji do Chin.
1 sierpnia 2018 roku Sayragul została zwolniona z sześciomiesięcznym wyrokiem w zawieszeniu. W 2019 roku wyemigrowała do Szwecji, która zaoferowała jej azyl polityczny po tym, jak Kazachstan jej takiego azylu jednak odmówił.

## Reakcja międzynarodowa
W 2018 roku Sauytbay stała się przedmiotem zainteresowań mediów światowych jako jedna z pierwszych osób, które publicznie mówiły o chińskiej kampanii represyjnej przeciwko muzułmańskim mniejszościom narodowym.
4 marca 2020 roku Sauytbay została uhonorowana tytułem Międzynarodowej Kobiety Odwagi (ang. International Woman of Courage) przez sekretarza stanu USA Mike’a Pompeo. Na początku 2021 roku Sayragul otrzymała też Międzynarodową Norymberską Nagrodę Praw Człowieka (niem. Internationaler Nürnberger Menschenrechtspreis).

## Reakcja władz chińskich
Według władz chińskich Sauytbay uciekła z Chińskiej Republiki Ludowej jako podejrzana o oszustwa finansowe, nigdy nie była więziona lub przetrzymywana w Chinach, a "jej doniesienia o byciu świadkiem tortur to kłamstwo".